# Jewgienij Wiendierowicz
Jewgienij Leonidowicz Wiendierowicz (ros. Евгений Леонидович Вендерович, ur. 1881 w Charkowie, zm. 1954 w Leningradzie) – rosyjski lekarz neurolog. Po ukończeniu studiów medycznych na Uniwersytecie Moskiewskim pracował w klinice neurologicznej, od 1910 asystent Biechtieriewa w Petersburgu.
Zajmował się m.in. zagadnieniami etiologii krwotoków podpajęczynówkowych i narkolepsji.
W rosyjskiej literaturze medycznej spotyka się określenie objawu Wiendierowicza (ros. Вендеровича симптом), polegającego na osłabieniu przywodzenia IV i V palca w uszkodzeniu dróg piramidowych.

## Wybrane prace
- Ueber die Verbreitung der Faserdegenerationen bei amyotrophischer Lateralsklerose mit besonderer Berücksichtigung der Veränderungen im Grosshirn[1]. 1913
- Новые данные о ходе чувствительной, слуховой и зрительной систем в гемисфере, СПб., 1916
- Beiträge zur Narkolepsie von Gélineau[2]. 1933/34
- Об этиопатогенезе интракраниальных субарахноидальных геморрагии, М., 1935